# Xã Chaseley, Quận Wells, Bắc Dakota
Xã Chaseley (tiếng Anh: Chaseley Township) là một xã thuộc quận Wells, tiểu bang Bắc Dakota, Hoa Kỳ. Năm 2010, dân số của xã này là 38 người.